# Stéphan Gouin
Vous pouvez aider à l'améliorer ou bien discuter des problèmes sur sa page de discussion.
- Il ne s’appuie pas, ou pas assez, sur des sources secondaires ou tertiaires. (Marqué depuis mai 2025)
- Il est orphelin : moins de trois articles lui sont liés. Aidez à ajouter des liens en plaçant le code [[Stéphan Gouin]] dans les articles relatifs au sujet. (Marqué depuis mai 2025)

- Archive Wikiwix
- Bing
- Cairn
- DuckDuckGo
- E. Universalis
- Gallica
- Google
- G. Books
- G. News
- G. Scholar
- Persée
- Qwant
- (zh) Baidu
- (ru) Yandex
- (wd) trouver des œuvres sur Wikidata

Pour les articles homonymes, voir Gouin.
Stéphan Gouin est un animateur-scripteur radio québécois.  Il est aussi connu sous le pseudonyme de "Pas de E" ou "Stéphan Pas de E".  Surnom attribué par son entourage dû au fait que son prénom s'écrit sans "E" à la fin.
Animateur pour le réseau Énergie (maintenant devenue NRJ) pendant 2 ans de 2002 à 2004 à la station de 94,5 à Saguenay. Puis, scripteur pour Les Grandes Gueules pendant quatre ans de 2004 à 2007.  Aujourd'hui, coanimateur de l'émission Le Snooze à Énergie 104,1 Gatineau/Ottawa en compagnie de Martin Tremblay, Renée Germain et Mario Aubé du lundi au vendredi de 5h30 à 9h30.